# Гилл, Теа
Теа Гилл (англ. Thea Gill; 5 апреля 1970 года) — канадская актриса, наиболее известная исполнением роли Линдси Питерсон в сериале «Близкие друзья».

## Биография
Теа родилась и провела детство в Ванкувере, в течение 12 лет училась в частной школе для девочек. После окончания школы поступила в Йоркский Университет в городе Торонто, Онтарио. В 1992 году Теа окончила университет, получив диплом Бакалавра изящных искусств по направлению «театральная актриса».

## Карьера
После завершения обучения Теа жила в Торонто, и в течение следующих нескольких лет играла в театре, снималась в различных сериалах в эпизодических ролях, а также в рекламе и нескольких фильмах. Теа сыграла во множестве спектаклей, среди них такие, как «Дядя Ваня» (сыграла роль Елены), и «Отелло» (сыграла роль Дездемоны).
Её звездный час настал в 2000, когда она пробовалась на роль в сериале «Близкие друзья», и получила её. В этом сериале она снималась на протяжении всех пяти сезонов. В 2001 она переехала из Торонто в Викторию, Британская Колумбия, так как её муж преподавал в Университете Виктория. До завершения съемок «Близких друзей» в 2005 году Гилл жила на два города — Торонто и Викторию.
После окончания съёмок сериала «Близких друзей» Гилл сыграла несколько ролей в театре, кино и на ТВ. В 2006 она присоединилась к актёрскому составу сериала «Бухта Данте», выпускаемому телесетью here!. Гилл была заявлена как специально приглашенная звезда на роль Дианы Чайлдс. В интервью 2007 года, Гилл призналась, что её актёрская карьера в Ванкувере не сложилась, поэтому она намерена на год переехать в Лос-Анджелес, чтобы попытаться найти более продолжительные кинопроекты, которые подошли бы ей. «Раньше меня пугала сама мысль о переезде в Лос-Анджелес, но сейчас я чувствую себя вполне зрелой для этого — но ещё не слишком старой, поэтому, надеюсь, в этом городе найдутся роли и для меня».

## Музыкальные выступления
В придачу к актёрскому таланту, Гилл обладает незаурядным джазовым голосом, и даже выступала в составе группы «Midsummer Lounge» на борту средиземноморского круизного судна «M.S. Carousel». В 2002 Гилл три вечера подряд выступала с сольной программой в джаз-клубе «Top O’ The Senator», в Торонто. В 2005 Теа снялась в фильме «Восемнадцать» режиссёра Ричарда Бэла, где сыграла соблазнительную певицу времен второй мировой войны. Этот фильм позволил применить её вокальные данные в кино. Песня «In a Heartbeat» из этого кинофильма, исполненная Гилл, и написанная знаменитым композитором Брамвеллом Туви, впоследствии была номинирована на премию Genie Award. В 2003 Гилл получила награду Golden Sheaf за роль в сериале «Bliss». В том же году она получила награду The National Leadership, присужденную ей Национальной рабочей группой по проблемам геев и лесбиянок. В 2005 она получила премию Leo Award за роль в сериале «Собиратель душ».

## Личная жизнь
Теа вышла замуж за канадского режиссёра и профессора «Университета Виктории» Брайана Ричмонда (англ. Brian Richmond) 21 мая 1993 года. Актриса дружит со своей коллегой по сериалу «Близкие друзья», актрисой Мишель Клуни.
Из её высказываний в разных источниках можно сделать вывод, что она считает себя бисексуальной. К примеру, в интервью лесбийскому журналу «Curve» она сказала: «Мне кажется, что на общечеловеческом и эмоциональном уровнях грань между гетеросексуалами, бисексуалами и гомосексуалами очень тонкая. Основой любой из этих ориентаций является любовь».
Когда Гилл представляла режиссёра Донну Дитч на благотворительной акции в ноябре 2007, она сказала, что лесбийский фильм Донны «Неприкаянные сердца» дал ей очень многое, так как именно в момент выхода фильма Теа была безумно влюблена в свою учительницу по английскому. Когда её спросили «Можете ли вы назвать себя бисексуалкой?», актриса ответила: «Я полагаю, что достаточно долго думала об этом. Да, скорее всего, я бисексуальна».
С 2013 года жената на Джине Гласс.

## Фильмография
- 1995: Кунг-фу: Возрождение легенды / Kung Fu: The Legend Continues (1 эпизод)
- 1997: Ласковые имена / Let Me Call You Sweetheart
- 1997: Бумажный след / Papertrail
- 1998: Строго на Юг / Due South (1 эпизод)
- 2000: Запретная любовь / Common Ground (2000)
- 2001: Жизнь с Джуди Гарлэнд / Life with Judy Garland: Me and My Shadows
- 2002: Идеальный торнадо / Tornado Warning
- 2002: Правое дело / Just Cause (2 эпизода)
- 2002: Призрак Хартленда / Sightings: Heartland Ghost (2002)
- 2003: Блаженство / Bliss (1 эпизод)
- 2004: Андромеда / Andromeda (1 эпизод)
- 2004: Мужчины на льду / Ice Men
- 2004: Горячие летние деньки / Hot Summer Days
- 2005: Собиратель душ / The Collector (1 эпизод)
- 2005: Восемнадцатилетние / Eighteen
- 2005: Истина / Truth
- 2000—2005: Близкие друзья / Queer as Folk (83 эпизода)
- 2005: Мастера ужасов / Masters of Horror (1 эпизод)
- 2006: Встреча выпускников / Reunion (1 эпизод)
- 2006: Работая с гением: Джо Данте / Working with a Master: Joe Dante
- 2006—2007: Бухта Данте / Dante’s Cove (10 эпизодов)
- 2007: Замена / Swap
- 2007: Близкие друзья: Встреча / Queer as Folk: Reunion
- 2007: Семя / Seed
- 2008: Маллиганы / Mulligans
- 2009: Говорящая с призраками / Ghost Whisperer (1 эпизод)
- 2010: Синдром Пат-пата / The Putt Putt Syndrome
- 2011: Ускользая / Slip Away
- 2011: Родные земли / Mother Country
- 2012: Горизонтальные цветы / Horizontal Flowers
- 2013: Копакабана / Copacabana
- 2016: Женщины XX века / 20th Century Women

## Премии
- 2003: «Golden Sheaf Award» за работу в сериале «Bliss»
- 2003: «The National Leadership Award» от ассоциации «National Gay & Lesbian Task Force».
- 2003: «ACTRA Award» (номинация) за «Выдающееся исполнение роли» в сериале «Близкие друзья».
- 2005: «Leo Award» за «Исполнение гостевой женской роли» в сериале «The Collector».
- 2007: «Leo Award» (номинация) в номинации «Лучшее исполнение женской роли в короткометражном фильме» в «Swap».